# The Heights School
The Heights School – prywatna szkoła średnia dla chłopców w USA. Znajduje się w Potomac w stanie Maryland.
Szkoła powstała w 1969 r. Opiera się na wartościach chrześcijańskich, a opiekę duchową sprawuje w niej Prałatura Opus Dei. 
W roku 2005-06 szkoła posiadała 462 uczniów oraz 56 pełnoetatowych nauczycieli.